# 恩加托卡埃島

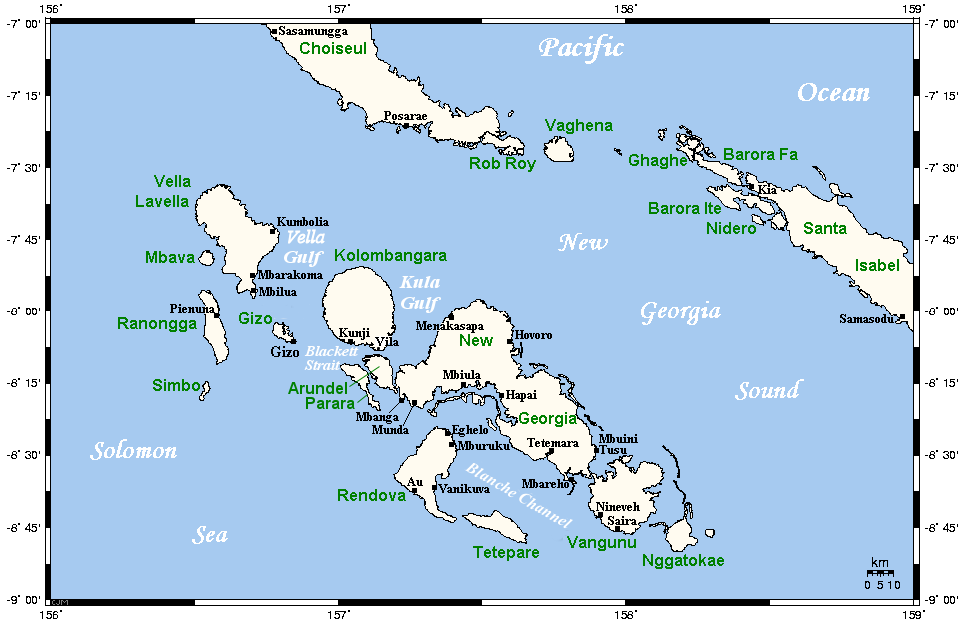
新喬治亞群島

恩加托卡埃島是所羅門群島的島嶼，屬於新喬治亞群島的一部分，位於旺烏努島東南方，由西部省負責管轄，面積93平方公里，最高點海拔高度887米，1999年人口2,367。
8°46′S 158°11′E / 8.767°S 158.183°E